# گردپینه
گردپینه، روستایی از توابع بخش مرکزی شهرستان اردل در استان چهارمحال و بختیاری ایران است.

## جمعیت
این روستا در دهستان دیناران قرار دارد و براساس سرشماری مرکز آمار ایران در سال ۱۳۸۵، جمعیت آن ۵۳۵ نفر (۹۷خانوار) بوده‌ است.مردم روستا از ایل بختیاری طایفه کورکور زراسوند میباشند و به زبان لری بختیاری صحبت میکنند.